# Alexander Hislop
Aleksander Hislop (ur. 1807 w Duns, zm. 13 marca 1865 w Arbroath) – ksiądz w Wolnym Kościele Szkocji. Jego ojciec nazywał się Stephen Hislop, który poza tym, że był murarzem, piastował także funkcję starszego w Kościele Relief. Miał brata Stefana, który także był księdzem-misjonarzem w Indiach.
W roku 1831 ożenił się z Jane Pearson.
Zanim został księdzem w 1844 roku, był przez jakiś czas nauczycielem w Wick i wydawcą gazety Scottish Guardian.
Aleksander Hislop napisał kilka książek, a stał się sławny dzięki jednej z nich – Dwa Babilony – w której ostro krytykował Kościół rzymski za, jego zdaniem "bałwochwalstwa rodem ze starożytnego Babilonu".
Książka ta ukazała się w języku polskim w roku 2011 w tłumaczeniu Bogusława Kluza.